# Piper philippinum
Piper philippinum är en pepparväxtart som beskrevs av Friedrich Anton Wilhelm Miquel. Piper philippinum ingår i släktet Piper och familjen pepparväxter. Inga underarter finns listade i Catalogue of Life.